# Кафедра інформаційних систем управління ДонНУ
(нім.)Кафедра інформаційних систем управління ДонНУ імені Василя Стуса — кафедра у складі Факультету інформаційних і прикладних технологій Донецького університету ім. Стуса.

## Загальна інформація
Кафедра готує бакалаврів та магістрів освітніх програм «Документознавство та інформаційна діяльність» і «Документаційна та інформаційна підтримка управлінської діяльності» спеціальності 029 «Інформаційна, бібліотечна та архівна справа». Не звачаючи на те, що ці спеціальності вважаються гуманітарними, університет ставить собі за мету підготувати так званих ІТ-гуманітаріїв, які зараз затребувані на ринку праці.
Навчання відбувається не лише традиційними методами, але й методам групового і індивідуального творчого пошуку та вирішення ситуаційних задач. Це має допомогти студентам підготуватись до викликів реального життя та закріпити теоретичний матеріал.
Восени 2014 року у зв'язку із складною воєнно-політичною ситуацію та захопленням будівлі університету незаконними проросійськими озброєними формуваннями, кафедра разом із Донецьким національним університетом «переїхала» до Вінниці.
У 2016 році завідувачем кафедри інформаційних систем управління призначено доктора економічних наук Анісімову Ольгу Миколаївну.

## Колектив кафедри
- Анісімова О. М. – завідувач кафедри, д. е. н., професор;
- Ковальська Л. А. – д. іст. н., доцент, професор;
- Лукаш Г. П. – д. філол. н., професор;
- Філіпішин І. В. – д. екон. н., професор;
- Щербіна О. С. – канд. екон. н., доцент;
- Яворська Т. М. – канд. пед. н., доцент;
- Прігунов О. В. – канд. екон. наук, старший викладач;
- Василенко В.Ю. – канд. н. із соц. комун., викладач

## Освітні програми
1. «Документознавство та інформаційна діяльність» (СО «Бакалавр [Архівовано 14 червня 2021 у Wayback Machine.]»)
2. «Документознавство та інформаційна діяльність» (СО «Магістр [Архівовано 14 Червня 2021 у Wayback Machine.] [Архівовано 14 червня 2021 у Wayback Machine.]»)
3. «Документаційна таінформаційна підтримка управлінської діяльності» (СО «Магістр [Архівовано 14 Червня 2021 у Wayback Machine.] [Архівовано 14 червня 2021 у Wayback Machine.]»)